# Salak (sopka)
Salak je v současnosti nečinná sopka na indonéském ostrově Jáva. Vrchol, sahající do výšky 2 211 m, je ukončený dvěma krátery se značně poškozenými stěnami. Vulkán byl naposledy aktivní v lednu roku 1938. Šlo o menší freatickou erupci z parazitického kráteru na západním svahu, podobně jako u jiných erupcí ve 20. století. V současnosti se v této oblasti nachází fumaroly a okolí sopky je místem geotermálního průzkumu.